# Römische Kaiserzeit (Barbaricum)
| Völkerwanderungszeit nach Eggers | Völkerwanderungszeit nach Eggers |
| -------------------------------- | -------------------------------- |
| D                                | 375–568 n. Chr.                  |
| Römische Kaiserzeit nach Eggers  |                                  |
| C3                               | 300–375 n. Chr.                  |
| C2                               | 200–300 n. Chr.                  |
| C1                               | 150–200 n. Chr.                  |
| B2                               | 50–150 n. Chr.                   |
| B1                               | 0–50 n. Chr.                     |
| Latènezeit                       |                                  |
| D                                | 150–15 v. Chr./ 0                |
| C                                | 250–150 v. Chr.                  |
| B                                | 380–250 v. Chr.                  |
| A                                | 450–380 v. Chr.                  |

Römische Kaiserzeit (Barbaricum) bzw. Römische Kaiserzeit im Barbaricum ist ein archäologischer Zeit- und Kulturbegriff, mit dem die ur- und frühgeschichtliche Archäologie traditionell eine archäologische Periode (etwa 1 bis 375 n. Chr.) der europäischen Frühgeschichte im antiken Kulturraum Barbaricum bezeichnet. Das Barbaricum umfasst hier die an das Imperium Romanum angrenzenden Gebiete Europas. Der archäologische Fundhorizont der Periode ist dabei vor allem durch das Auftreten römischen Imports im Barbaricum gekennzeichnet. Der Römischen Kaiserzeit im Barbaricum geht die archäologische Periode Latènezeit voraus, die archäologische Periode Völkerwanderungszeit (ausführlich zur geschichtlichen Entwicklung siehe Völkerwanderung) folgt ihr nach. Das Jahr 375 wird in der historischen Forschung traditionell als Beginn der Völkerwanderungszeit angesehen.
Der frühgeschichtliche Begriff Römische Kaiserzeit im Barbaricum wird vor allem für Gebiete nordöstlich des römischen Limes verwendet, mit dem Begriff bezeichnet die frühgeschichtliche Archäologie archäologische Funde näher, die in die Zeit des römischen Imports im nördlichen Mitteleuropa datieren.
Der frühgeschichtliche Begriff bezieht sich zwar indirekt auf die Zeit während der Regierungsjahre römischer Kaiser – die Römische Kaiserzeit, die im Fachbereich Alte Geschichte als Zeitabschnitt der klassischen Antike gilt – aber er systematisiert keinesfalls die archäologischen Hinterlassenschaften auf dem Boden des Römischen Imperiums während der Regierungsjahre römischer Kaiser. Er bezieht sich auf die Frühgeschichte Mitteleuropas und ausschließlich auf das Barbaricum.
Ein äquivalenter Begriff der frühgeschichtlichen Forschung ist römische Eisenzeit; einen weiteren historisch-geographischen Bezug neben dem Kulturraum Barbaricum stellt der Kulturraum Germania magna dar. Bereits Ptolemaios benannte das während der Regierungszeit römischer Kaiser von Germanen besiedelte Gebiet „Magna Germania“.